# ブーン (コロラド州)
ブーン（Boone）は、アメリカ合衆国コロラド州プエブロ郡に位置する町である。人口は323人（2000年）である。

## 地理
ブーンは、北緯38度15分0秒、西経104度15分19秒 (38.250083, -104.255166)に位置している。
アメリカ合衆国統計局によると、この町は総面積1.2 km2 (0.4 mi2) である。このうち1.2 km2 (0.4 mi2) が陸地で水地域は存在しない。

## 人口動静
2000年国勢調査で、この町は人口323人、131世帯、及び89家族が暮らしている。人口密度は277.1/km2 (719.7/mi2) である。127.0/km2 (329.8/mi2) の平均的な密度に148軒の住宅が建っている。この町の人種的な構成は白人93.50%、アフリカン・アメリカン0.62%、先住民0.62%、アジア0.00%、太平洋諸島系0.00%、その他の人種1.55%、及び混血3.72%である。この人口の31.58%はヒスパニックまたはラテン系である。
131世帯のうち、26.0%が18歳未満の子供と一緒に生活しており、50.4%は夫婦で生活している。14.5%は未婚の女性が世帯主であり、31.3%は家族以外の住人と同居している。26.0%は独身の居住者が住んでおり、14.5%は65歳以上で独身である。1世帯の平均人数は2.38人であり、家庭の場合は、2.84人である。
この町内の住民は23.2%が18歳未満の未成年、18歳以上24歳以下が7.1%、25歳以上44歳以下が22.6%、45歳以上64歳以下が22.3%、及び65歳以上が24.8%にわたっている。中央値年齢は43歳である。女性100人ごとに対して男性は88.9人である。18歳以上の女性100人ごとに対して男性は89.3人である。
この町内の世帯ごとの平均的な収入は26,250米ドルであり、家族ごとの平均的な収入は26,964米ドルである。男性は26,563米ドルに対して女性は21,875米ドルの平均的な収入がある。この町の一人当たりの収入 (per capita income) は18,628米ドルである。人口の16.0%及び家族の7.8%は貧困線以下である。全人口のうち18歳未満の28.9%及び65歳以上の13.0%は貧困線以下の生活を送っている。